# Anantapur
Anantapur é a capital do distrito de Anantapur, o maior distrito do estado de Andra Pradexe.

## Cidade de Anantapur
A cidade de Anantapur tem uma população de 320 951 habitantes (o aglomerado populacional tem 426 359, segundo o censo de 2006). É uma cidade que apresenta um crescimento rápido, tendo sido elevada a Associação Municipal em 2005.

## Educação
Anantapur é um centro de educação importante que contém:
1. Universidade Sri Krishnadevaraya;
2. Faculdade de Engenharia JNTU;
3. Faculdade de Engenharia INTEL;
4. Faculdade Médica do Governo;
5. Faculdades Incorporadas, como Nalanda, Chaitanya, Narayana, etc..

## Transporte
Anantapur é ligada à maioria das cidades como Deli, Mumbai, Haiderabade, Bangalor e Chenai pelas rodovias nacionais 7 e 205. Além disso, as linhas de trem Haiderabade/Bangalor, Mumbai/Bangalor e Deli/Bangalor passam por ela.
Antapur fica a 4 horas de carro de Bangalor.

## Distrito de Anantapur
O Distrito de Anantapur localiza-se ao sudoeste do estado Andra Pradexe, que fica no sul da Índia. O distrito faz fronteira com o Distrito de Carnataca ao oeste, Distrito de Chittur ao sul, Distrito de Kadapa ao leste e Distrito de Kurnool ao norte. O distrito foi constituído em 1882 do antigo Distrito de Bellary.
A economia é principalmente agrícola com poucas indústrias. Com poucas chuvas, o distrito é uma das províncias menos abastadas do estado. Produtos agrícolas proeminentes incluem arroz, algodão, milho, pimenta, gergelim e cana-de-açúcar. Seda, pedra calcária, mineração, ferro e diamante são algumas indústrias existentes no distrito.

### Lepakshi
Lepakshi é um dos locais históricos mais conhecidos do Distrito de Anantapur.

### Tadipatri
Existem templos como os templos Bugga Rama Lingeswara, Chintala Venkata Ramana Swamy e Aluru Ranganatha Swamy. Estes foram construídos por Timma Naidu sancionado por Harihara e Bukka (Bugga) Raya de Vijaianagara.